# Claus Nielsen
Claus Illemann Nielsen (né le 13 janvier 1964 à Kalundborg au Danemark) est un joueur de football danois.
Il est connu pour avoir terminé meilleur buteur du championnat du Danemark lors de la saison 1986 avec 16 buts et 1987 avec 20 buts.